# Kattowitzer Ballspiel-Verband
De Kattowitzer Ballspiel-Verband  was een regionale voetbalbond voor voetbalclubs uit de stad Kattowitz.

## Geschiedenis
De bond werd in januari 1906 opgericht door de clubs Preußen, Diana en Germania. Er werd dat jaar ook al een competitie gespeeld waarvan de uitslagen niet meer bekend zijn, enkel dat Preußen de kampioen werd. De eerste wedstrijd vond plaats op 18 maart 1906 tussen Diana en Germania voor 200 toeschouwers op de Städtischen Sportplatz. In de zomer van 1906 werd de bond opgeheven omdat ze lid werden van de Zuidoost-Duitse voetbalbond. De clubs gingen in de nieuwe Opper-Silezische competitie spelen.

## Seizoen 1906
| Plaats | Club                    | Wed. | W | G | V | Saldo | Ptn |
| ------ | ----------------------- | ---- | - | - | - | ----- | --- |
| 1.     | FC Preußen 05 Kattowitz |      |   |   |   |       |     |
| 2.     | SC Diana Kattowitz      |      |   |   |   |       |     |
| 3.     | SC Germania Kattowitz   |      |   |   |   |       |     |

|  | Kampioen |